# Saatchi Gallery

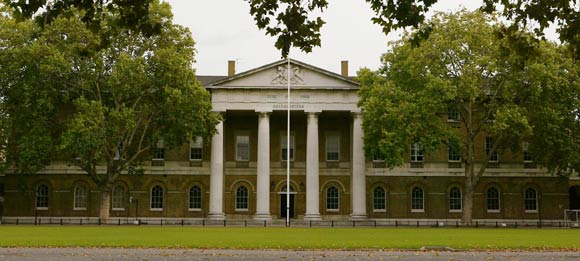
Saatchi Gallery, in London, ehemals Gebäude der Duke of York's Headquarters

Die Saatchi Gallery ist eine Galerie für zeitgenössische Kunst in London, die 1985 von Charles Saatchi eröffnet wurde. Der passionierte Kunstliebhaber machte damit seine umfangreiche Sammlung dem breiten Publikum zugänglich.

## Galerie

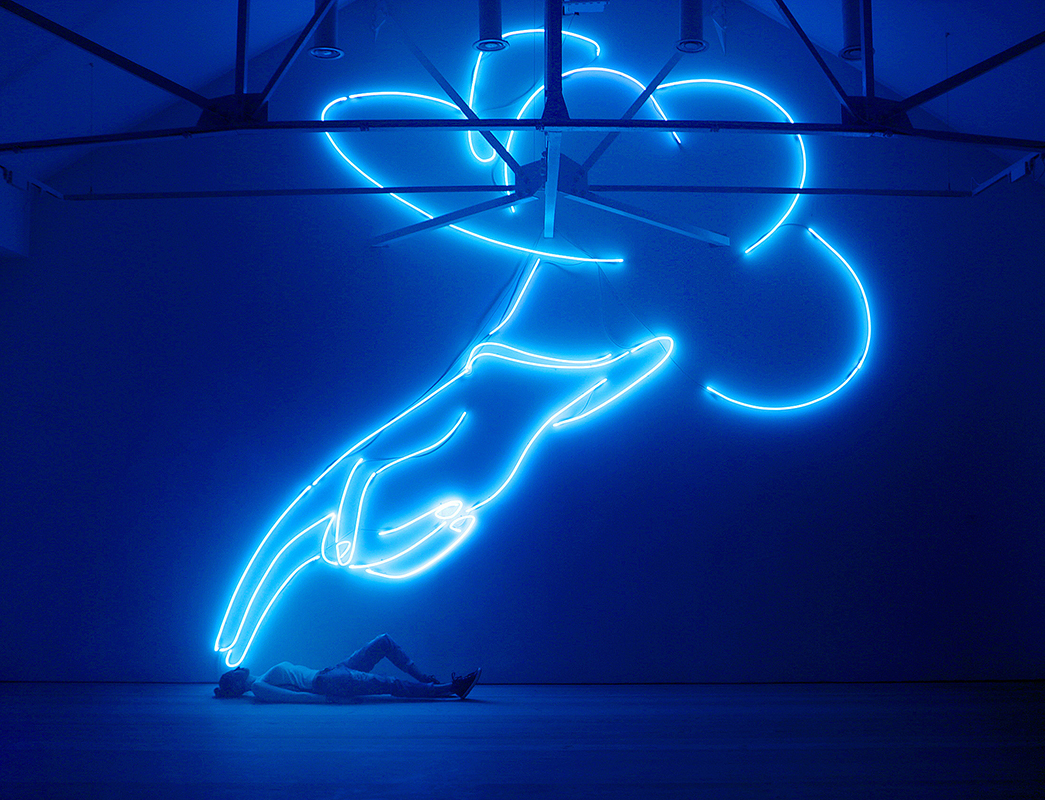
Die segnende Hand von Stepan Ryabtschenko in der Saatchi Gallery

Seit ihrer Gründung 1985 bis 2002 war die Galerie etwas abgelegen in einer alten Farbenfabrik in der Boundary Road, St John's Wood, im Norden Londons untergebracht, seitdem hat sie zweimal den Standort gewechselt. Im Frühjahr 2003 zog Saatchi mit seiner Sammlung in den früheren Sitz des Londoner Stadtparlamentes, die County Hall an der Themse, die er 2006 nach Uneinigkeiten mit dem japanischen Vermieter wieder aufgab. Am 9. Oktober 2008 wurde die Galerie mit einer Ausstellungsfläche von 50.000 m² im ehemaligen Hauptquartier des Duke of York wieder eröffnet, sie befindet sich in der King’s Road im Stadtteil Chelsea in der Nähe der U-Bahn-Station Sloane Square. Der Eintritt zu allen Ausstellungen ist für die Besucher kostenlos.
Saatchis Rolle im Kunstbetrieb ist äußerst umstritten. Sie oszilliert zwischen Bewunderung seines künstlerischen Weitblicks und dem Verdacht der gezielten Manipulation vor dem Hintergrund seiner Karriere als Werbemagnat. Zu den angebotenen Künstlern gehören Vertreter der Young British Artists, an deren Etablierung als Gruppe Saatchi nicht unwesentlich mitgewirkt hat, wie Jake und Dinos Chapman, Damien Hirst, Tracey Emin, David Batchelor und Jenny Saville, aber auch deutsche Künstler wie Franz Ackermann, Jörg Immendorff, Matthias Weischer, Jonathan Meese, Albert Oehlen und Julian Rosefeldt. Sensation war eine Ausstellung der Young British Artists aus dem Jahre 1997, die aus der Sammlung von Charles Saatchi bestritten wurde und große Aufmerksamkeit erregte.
Die Galerie wurde in der County Hall jährlich von etwa 600.000 Personen besucht. Sie wurde bis 2006 von 1.000 Schulklassen besichtigt.
Am 24. Mai 2004 zerstörte ein Feuer viele Werke. Der Schaden wird auf £ 50 Millionen geschätzt.

## YourGallery – Saatchi Art
Seit 2006 gibt es unter dem Namen Saatchi Art auch eine virtuelle Kunstgalerie, die – nach Angaben der FAZ – den größten virtuellen Kunstmarkt für Künstler, Galeristen und Museen bildet.
Die virtuelle Galerie (YourGallery) verzeichnete im März 2008 ca. 80.000 Aussteller, die zum überwiegenden Teil jedoch keine professionellen Künstler sind. Jeder Interessent kann sich dort mit seinen Arbeiten einen kostenlosen Internet-Auftritt einrichten.

## 4 New Sensations Studentenpreis
4 New Sensations ist ein im April 2007 von Channel 4 und der Saatchi Gallery erstmals verliehener Kunstpreis an Kunststudenten. Er ist mit £ 3000 dotiert.